# Сюч, Михай
Михай Сюч (венг. Szűcs Mihály; 22 октября 1922, Дебрецен — 20 июня 1990, Будапешт) — венгерский скрипач и музыкальный педагог.
Окончил Будапештскую консерваторию, ученик Эде Затурецки. В 1943—1944 годах работал в Секешфехерваре, с 1944 года скрипач в оркестре оперного театра, с 1955 года концертмейстер. С 1967 года преподавал в Будапештской музыкальной академии имени Листа.
С 1955 года вторая скрипка в известном венгерском Квартете Татраи; характерно, что среди учеников Сюча также вторая скрипка в одном из наиболее известных венгерских квартетов — Карой Шранц. Лауреат Национальной премии имени Лайоша Кошута (1958) в составе квартета.